# Fuso (têxtil)

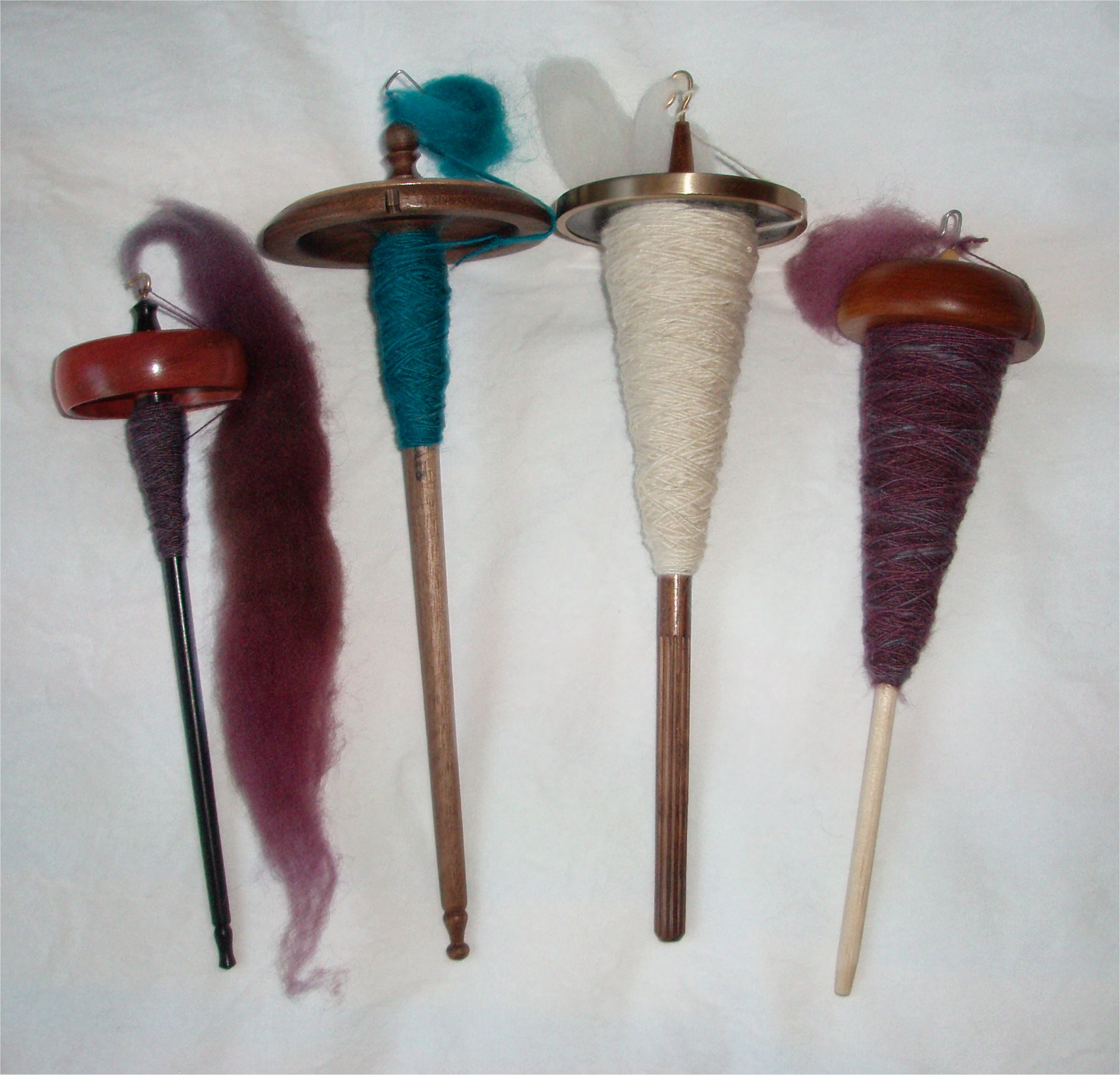
Alguns fusos modernos

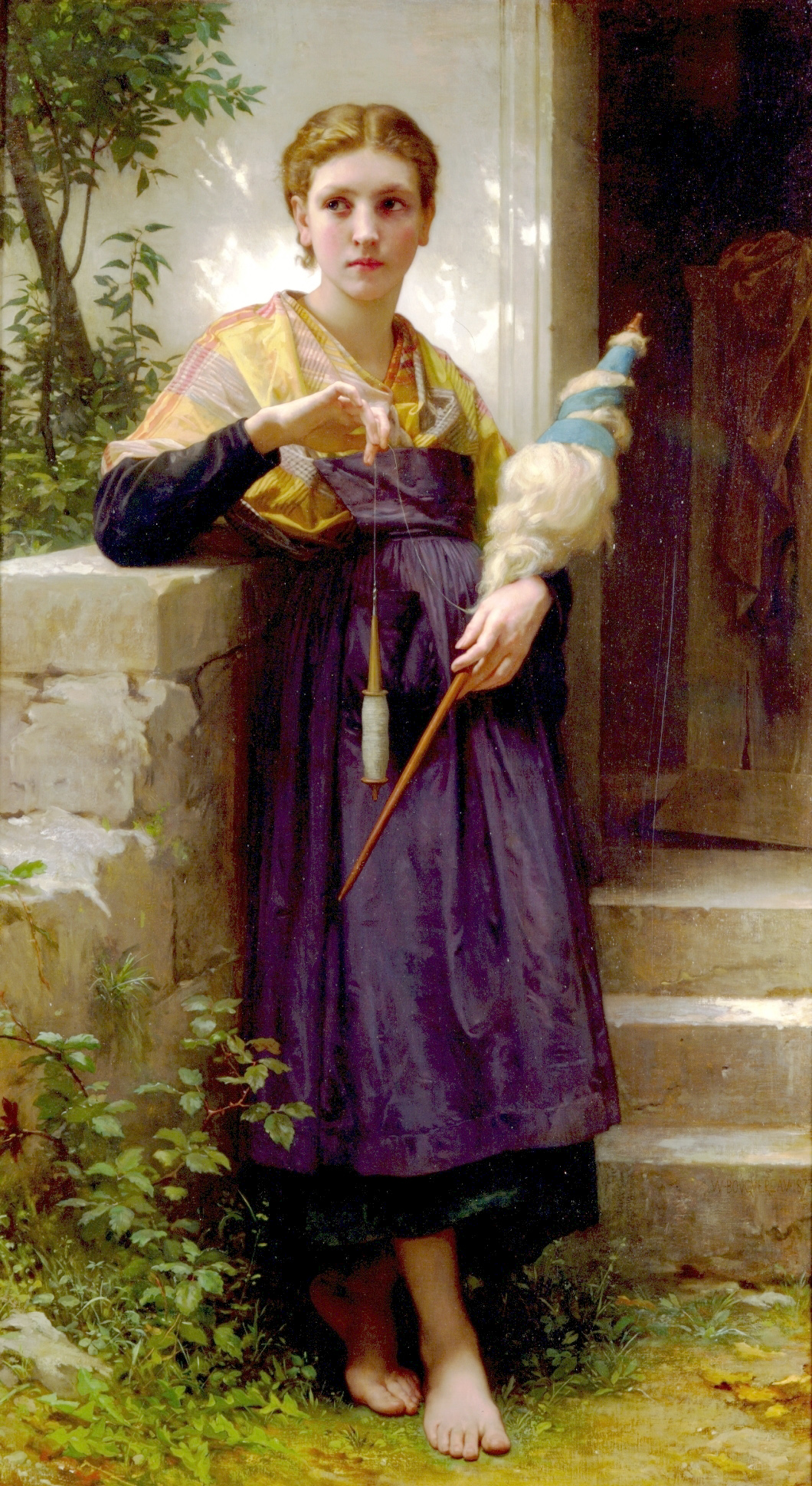
Fiandeira com roca e fuso

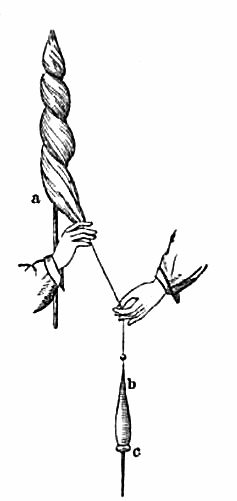
Fiando com fuso: a) roca b) fuso c) volante/fusaiola

Fuso é um utensílio cilíndrico feito de madeira, utilizado para fiação e torção de fibras como lã, linho, cânhamo e algodão em fio. É frequentemente carregado em ambas as parte inferior, média ou superior, geralmente por um disco ou objeto esférico, mas existem muitos fusos que não são carregados por uma espiral, mas engrossando sua forma para o fundo, como fusos de Orenburg e fusos franceses. O fuso também pode ter um gancho, ranhura, ou entalhe na parte superior para guiar o fio. Fusos vêm em muitos tamanhos e pesos diferentes, dependendo da espessura do fio que se deseja girar.
Para fiar com um fuso se começa por tomar um floco de alguma fibra têxtil, como lã ou algodão e se retorce uma parte entre os dedos até dar uma forma de cordão. Este cordão inicial é amarrado ao eixo e se segue realizando o procedimento de torção. Enquanto isso, com a outra mão se faz girar o fuso com uma ponta dele apoiada no chão, para que o cordão vá enrolando-se a ele. Nesta operação a tortera ajuda a evitar que o fuso se desestabilize e caia. Uma vez que o fuso tenha sido cheio, a fibra fiada é desenrolado manualmente ou com um dispositivo de enrolamento, para ser guardado como esfera ou como um novelo